# نوچی نو ساندو
نوچی نو ساندو (به ژاپنی: 万里小路 宣房 までのこうじ のぶふさ); به سه نفر ماده‌نوکوجی نوبوفوسا، کیتاباتاکه چیکافوسا و یوشیدا سادافوسا اشاره دارد که از اواخر دوره کاماکورا تا دوره نانبوکوچو به عنوان دستیاران نزدیک امپراتور گو-اودا و امپراتور گو-دایگو خدمت می‌کردند.

کیتاباتاکه چیکافوسا
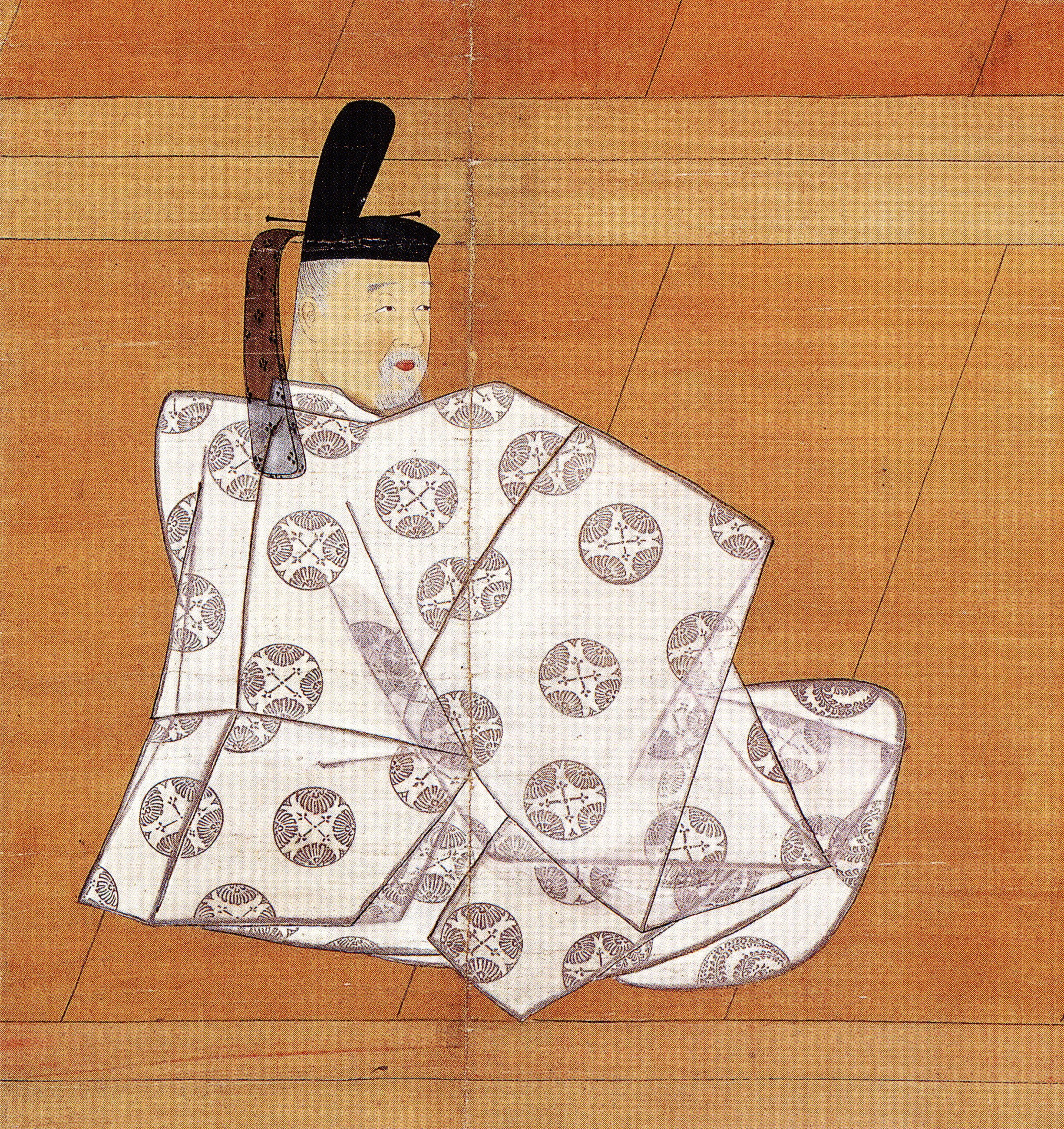
ماده‌نوکوجی نوبوفوسا
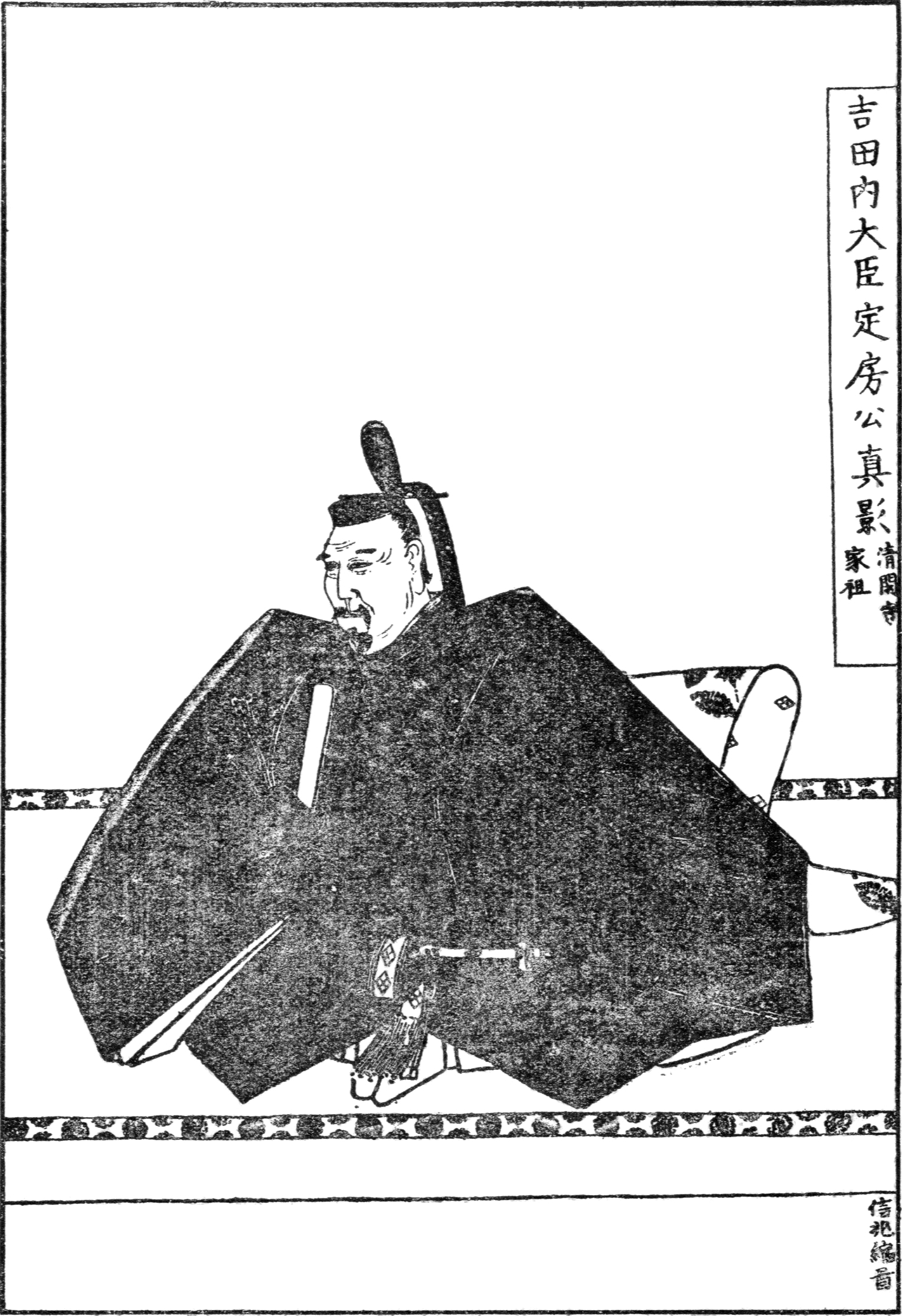
یوشیدا سادافوسا